# Comuna Dâmbovicioara, Argeș
Dâmbovicioara este o comună în județul Argeș, Muntenia, România, formată din satele Ciocanu, Dâmbovicioara (reședința) și Podu Dâmboviței.

## Așezare
Comuna se află la marginea nord-estică a județului, la limita cu județul Brașov, la poalele Munților Piatra Craiului pe culoarul Rucăr-Bran, în bazinul hidrografic al râului Dâmbovicioara, cuprinzând inclusiv punctul de vărsare al acestei ape în Dâmbovița. Este străbătută de șoseaua națională DN73, care leagă Piteștiul de Brașov. La Podu Dâmboviței, din acest drum se ramifică șoseaua județeană DJ703, care duce spre nord în județul Brașov la Fundata (unde se termină tot în DN73).

## Demografie
Componența etnică a comunei Dâmbovicioara
     Români (88,34%)
     Alte etnii (0%)
     Necunoscută (11,66%)
Componența confesională a comunei Dâmbovicioara
     Ortodocși (86,99%)
     Alte religii (0,86%)
     Necunoscută (12,15%)
Conform recensământului efectuat în 2021, populația comunei Dâmbovicioara se ridică la 815 locuitori, în scădere față de recensământul anterior din 2011, când fuseseră înregistrați 943 de locuitori. Majoritatea locuitorilor sunt români (88,34%), iar pentru 11,66% nu se cunoaște apartenența etnică. Din punct de vedere confesional, majoritatea locuitorilor sunt ortodocși (86,99%), iar pentru 12,15% nu se cunoaște apartenența confesională.

## Politică și administrație
Comuna Dâmbovicioara este administrată de un primar și un consiliu local compus din 9 consilieri. Primarul, Marian-Vicențiu Avram[*],  politician independent, este în funcție din 1 noiembrie 2024. Începând cu alegerile locale din 2024, consiliul local are următoarea componență pe partide politice:
|  | Partid                          | Consilieri | Componența Consiliului | Componența Consiliului |
|  | ------------------------------- | ---------- | ---------------------- | ---------------------- |
|  | Partidul Social Democrat        | 2          |                        |                        |
|  | Partidul PRO România            | 1          |                        |                        |
|  | Partidul Puterii Umaniste       | 1          |                        |                        |
|  | Partidul Mișcarea Populară      | 1          |                        |                        |
|  | Alianța pentru Unirea Românilor | 1          |                        |                        |
|  | Partidul Național Liberal       | 1          |                        |                        |
|  | Uniunea Salvați România         | 1          |                        |                        |
|  | Partidul Uniunea Geto-Dacilor   | 1          |                        |                        |

## Istorie
La sfârșitul secolului al XIX-lea, comuna nu exista, teritoriul ei, pe care este consemnat satul Dâmbovicioara, făcând parte din comuna Rucăr. Comuna s-a înființat în 1931, în cadrul județului Muscel, cu satele Dâmbovicioara și Ciocanu.
În 1950, ea a fost transferată raionului Muscel din regiunea Argeș. În 1968, a trecut la județul Argeș, alipindu-i-se și satul Podu Dâmboviței de la comuna Rucăr.     M-am nascut in 1954 la Podu Dambovitei. Certificatul este eliberat de sfatul popular al comunei Dambovicioara. E o gresala alipirea Podului Dambovitei la comuna Dambovicioara in 1968. Poate in 1952 s-a facut alipirea. In septembrie 1951 apartinea de comuna Rucar.

## Monumente istorice

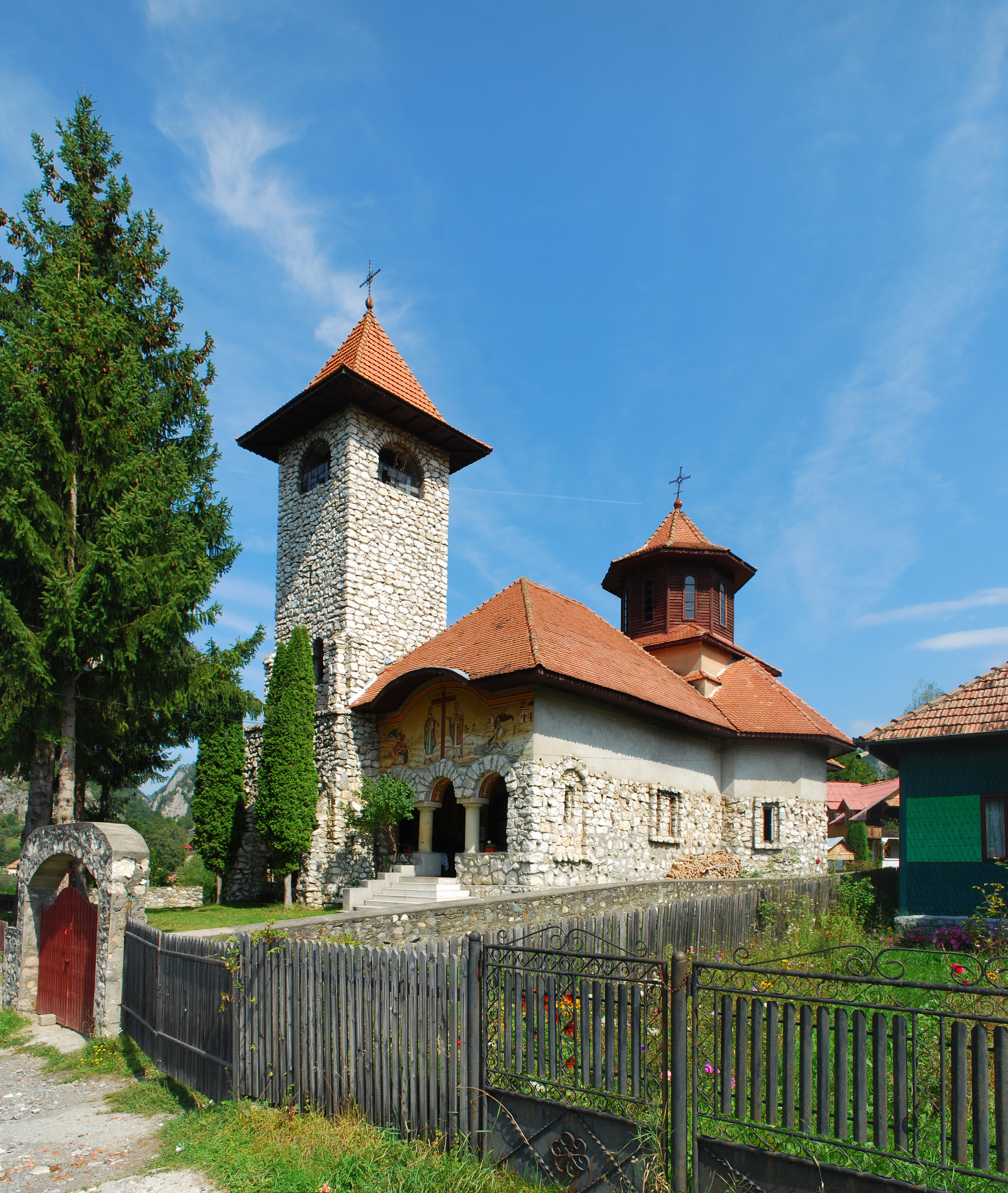
Biserica „Sfinții Împărați” din Podu Dâmboviței, monument istoric

În comuna Dâmbovicioara se află situl arheologic de interes național al așezării romane (secolele al II-lea–al III-lea e.n.) de la Podu Dâmboviței (aflat la 1,5 km nord de sat); și Cetatea Oratea (mijlocul secolului al XIV-lea) din Dealul Sasului, monument istoric de arhitectură de interes național. Tot de interes național sunt considerate și șase cruci de piatră, din care una din secolul la XVIII-lea în satul Ciocanu, pe drumul spre Șirnea și celelalte cinci (datate respectiv 1692, 1710, 1711, 1711 și secolul al XVIII-lea) în zona satului Podu Dâmboviței.
În rest, alte trei obiective din comună sunt incluse în lista monumentelor istorice din județul Argeș ca monumente de interes local. Două dintre ele sunt clasificate ca monumente de arhitectură și se află în Podu Dâmboviței: podul lui Brâncoveanu (1711) și biserica „Sfinții Împărați” (1940). Un al treilea este o altă cruce de piatră (1815) aflată în sud-vestul satului Ciocanu.